# Jurfloden
Jurfloden (Luofloden) er en  flod der løber  gennem regionerne Bahr el Ghazal og Equatoria  i det vestlige Sydsudan. Den er omkring 485 km lang, og løber mod nord og nordøst, hvor den mødes med Bahr el Ghazalfloden på den vestlige side af Sudd vådområderne. Jur  er en del af Nilbassinet, da Bahr al-Ghazal løber ud i Den Hvide Nil.
Luofloden er et sæsonbestemt vandløb, hvis vandmængde kan nå op på 400 m3/sek   i september.
Flodens øvre løb kaldes også Sue.

## Flodens løb
Jurflodens udspring løber fra Congo-Nil-vandskellet, som adskiller Nilens og Congo-flodens bassiner, langs Sydsudans grænse til Den Demokratiske Republik Congo og Den Centralafrikanske Republik. De vigtigste bifloder er Suefloden (selv undertiden kaldet Jur), Busserifloden, Waufloden og Numatinnafloden. Stavningen og den præcise betydning af disse flodnavne varierer fra kilde til kilde. Bifloderne løber sammen nær Wau, hovedstaden i delstaten Western Bahr el Ghazal.
Neden for Wau drejer Jurfloden mod øst og løber ind i sumpområdet Sudd. På grund af vådområdernes natur er det ikke altid klart, om en flod løber ud i en anden eller blot løber ud i Sudd-sumpene. Nogle kilder nævner Lolfloden som en biflod til Jur, mens andre ikke gør. Nogle kilder siger, at Jur løber ud i Bahr al-Arab, og at sammenløbet markerer starten på Bahr el Ghazal, men nyere kilder siger, at Jur løber ud i Bahr el Ghazal ved Ambadi-søen, og at Bahr al-Arab løber ud i Bahr el Ghazal et stykke nede ad floden fra Ambadisøen.
Ifølge forfatteren Mamdouh Shahin er Lol, Jur, Tonj, Bahr al-Arab og andre vandløb alle bifloder til Bahr el Ghazal, men deres kanaler forsvinder i vådområderne, før de når ud til et udløb.

## Historie
Blandt de etniske grupper, der bor i Jurbækkenet, er Dinka og Luo, der kalder sig Jo-luo . "Jur" er et Dinkaord for "fremmed" eller "ikke-Dinka".
Jurfloden blev udforsket af John Petherick mellem 1853 og 1865. I 1897-98 blev den omhyggeligt undersøgt i hele sit løb af løjtnant AH Dyé og andre medlemmer af en fransk mission under Jean-Baptiste Marchand under Kapløbet om Afrika.